# Островский, Рафаил
Рафаи́л Миха́йлович Остро́вский (род. 28 января 1963) — заслуженный профессор факультета компьютерных наук и факультета математики в Университете Калифорнии в Лос-Анджелесе, специализируется в области алгоритмов и криптографии. Островский получил степень доктора философии (PhD) в 1992 году в Массачусетском технологическом институте, он является членом редакционных советов Международных журналов Algorithmica и Cryptology, а также входит в состав редакционного и консультативного совета Международного журнала Информационной и Компьютерной защиты.

## Биография
Родился 28 января 1963 года.
В 1980—1984 годах учился на математическом отделении Университета штата Нью-Йорк в Буффало (окончил с отличием), в 1987 году окончил отделение компьютерной науки Бостонского университета. В 1986 году стал гражданином США.
В 1989—1992 годах проходил докторантуру в Массачусетском технологическом институте (научный руководитель — Сильвио Микали), затем постодокторантуру в Калифорнийскoм университетe в Беркли (под руководством Мануэля Блума, 1992—1995).
Рафаил Островский — лауреат ряда премий, в том числе премии СОСООН за 2008 год, премии ИБМ профессоров университетов за 2006 год; премии компании Xerox за 2005 год. В 2004 году он получил премию OKAWA; в 1993 году — премию Генри Тауба; Bellcore в 1996 году присудил ему приз за выдающиеся достижения в области научных исследований; он был трижды удостоен премий SAIC (1999 год, 2001 год, 2002 год) за наилучшие опубликованные работы по информатике и математике. В Калифорнийском университете в Лос-Анджелесе Островский также является директором научно-исследовательского центра по криптографии и смежным дисциплинам. Индекс Хирша 85 (август 2023).